# Пастернак Євгенія Володимирівна
Євгенія Володимирівна Пастернак (до шлюбу Лур′є; рос. Пастернак Евгения Владимировна; 16 (28) грудня 1898 , Могильов, Російська імперія — 10 липня 1965, Москва, СРСР) — радянська художниця, ілюстраторка. Перша дружина Бориса Пастернака, мати літературознавця Євгена Пастернака.

## Життєпис
Народилася 28 грудня 1898 року в місті Могильов (Могильовський повіт, Могильовська губернія Російської імперії; нині Білорусь) у єврейській родині. Батько, Володимир Олександрович (Веніамін Несанелович) Лур′є — господар паперового магазину; мати, Хаї (Олександра Миколаївна) Лур′є (1870—1928). В Євгенії було дві сестри — Анна (у шлюбі Мінц; 1891—1957) і Гіта (1896—1975, одружена з Еммануїлом Львовичем (Лейвиковичем) Рогінським, урожений Рогачьов; керівник відділення банку в Могильові), а також брат — Семен Лур′є (1898—1965).
1916 року закінчила Могильовську приватну гімназію й через рік, отримала золоту медаль у казенній (міністерській) жіночій гімназії. 1917 року Євгенія Володимирівна, разом зі своєю двоюрідною сестрою Софією Лур′є, поїхала до Москви, де вступила до Вищих жіночих курсів у математичний відділ. 1918 року захворіла на туберкульоз і змушена була повернутися до Могильова. Згодом, спільно зі своєю кузиною Сонею Мейльман поїхала на лікування до Криму.
1919 року родина Лур′є переїхала до Петрограда. Завдяки підтримці Абрама Мінца (чоловіка старшої сестри Анни), Євгенія Володимирівна влаштувалась кур'єркою до Смольного.
Після переїзду в Москву вступила до Училища скульптури й зодчества в майстерню Давида Штернберґа й Петра Кончаловського.
24 січня 1922 року одружилася з поетом Борисом Пастернаком. 1931 року поїхала до Німеччини на лікування від туберкульозу. Того ж року шлюб розпався.
За часів Німецько-радянської війни (від 6 серпня 1941 року) Євгенія Пастернак, разом зі сином Євгеном, була евакуйована до Ташкенту.
Померла Євгенія Пастернак 10 липня 1965 року в Москві.

## Родичі
- Олександр Еммануїлович Рогінський — двоюрідний брат, організатор бібліотечної справи
- Михайло Олександрович Рогінський — племінник, художник[6][7]
- Євген Рогінський — родич, антрополог
- Яків Якович Рогінський — радянський антрополог